# Walther Rathenau
Walther Rathenau (født 29. september 1867 i Berlin, død 24. juni 1922) var en tysk industrialist, politiker og forfatter, som var Tysklands udenrigsminister under Weimarrepublikken. 
Han var søn af Emil Rathenau, en prominent jødisk forretningsmand og grundlægger af elektronikvirksomheden AEG. Walther Rathenau studerede fysik, kemi og filosofi ved Humboldt-Universität zu Berlin og i Strasbourg. Han arbejdede som ingeniør inden han blev bestyrelsesmedlem i AEG i 1899, og blev en ledende industralist i det Tyske kejserriges seneste år og den tidlige Weimarrepublik. Rathenau blev nær ven af Albert Einstein.
Rathenau var en af de ledende tyske jøder, som var tilhænger af jødisk assimilering og hævdede, at jøderne måtte gå imod både zionisme og socialisme og integrere sig i det tyske samfund. Under Første Verdenskrig arbejdede han i Krigsministeriet med at skaffe råvarer. I AEG overtog han posten som bestyrelsesformand ved farens død i 1915. Han spillede en ledende rolle i at få Tysklands økonomi i krigstakt, og gjorde en stor indsats for at landet kunne fortsætte krigen til trods for den massive mangel på både varer og arbejdskraft. 
Efter krigen blev den politisk moderate, liberale Rathenau en af grundlæggerne af Deutsche Demokratische Partei. Han blev udnævnt til minister for genopbygning i 1921 og året efter til udenrigsminister. Han provokerede landets nationalister ved at insistere på, at Tyskland skulle opfylde betingelserne i Versaillestraktaten og ved at forhandle om Rapalloaftalen med Sovjetunionen. Han var tilhænger af økonomisk og politisk samarbejde med Sovjetunionen, men var stadig stærkt kritisk overfor det sovjetiske regime og dets metoder.
Rathenau blev myrdet ved et attentat 24. juni 1922 af to højreorienterede officerer med tilknytning til Organisation Consul. Der er rejst et mindesmærke over Rathenau i Grünewald. Den ene af gerningsmændene var den senere forfatter Ernst von Salomon.

## Eksterne links
- Wikimedia Commons har flere filer relateret til Walther Rathenau